# Броштени (Сибињ)
Броштени (рум. Broșteni) насеље је у Румунији у округу Сибињ у општини Паука. Oпштина се налази на надморској висини од 312 m.

## Становништво
Према подацима из 2002. године у насељу је живело 408 становника, од којих су сви румунске националности.